# Hiponatremia
Hiponatremia é um transtorno metabólico causado por um desequilíbrio hidroeletrolítico no organismo que leva a uma concentração anormalmente baixa de sódio no sangue. Trata-se de um distúrbio geralmente assintomático, com sinais e sintomas presentes apenas nos casos graves. Os sintomas incluem letargia, apatia, desorientação, câimbras, anorexia, náuseas, dores de cabeça e agitação. Dentre os sinais clínicos clássicos observados no paciente hiponatrêmico estão anormalidades sensório motoras, reflexos profundos diminuídos, respiração de Cheyne-Stokes, hipotermia, reflexos patológicos, paralisia pseudobulbar, convulsões e coma. Os níveis normais de sódio no soro são de 136-145 mEq/litro (136-145 mmol/L). A hiponatremia é geralmente definida quando os níveis séricos de sódio são inferiores a 136 mEq/L. Sintomas graves normalmente só ocorrem quando os níveis estão abaixo de 125 mEq/L.
O distúrbio é classificado a partir das causas e de acordo com o volume corporal total do paciente. A hiponatremia com contração do volume extracelular ocorre por diarreia, vômitos, sudorese, uso de diuréticos e ingestão excessiva de água. A hiponatremia com volume extracelular normal pode ter como causas o hipotireoidismo,  deficiência de corticosteroides, estresse, dor, drogas, síndrome de secreção inapropriada de hormônio antidiurético (SIHAD) e ingestão diminuída de solutos (abuso de ingestão de cerveja ou de dietas com baixo teor de proteínas e excesso de ingestão de água). A hiponatremia com expansão do volume extracelular pode ocorrer na insuficiência cardíaca, cirrose hepática, síndrome nefrótica e insuficiência renal. Pacientes com hiperproteinemia, como nos casos de mieloma múltiplo, hiperlipidemia e hiperglicemia podem apresentar exames de dosagem de sódio falsamente baixos (pseudohiponatremia ou hiponatremia fictícia).
A abordagem terapêutica consiste basicamente em tratar a causa subjacente e pode variar desde a restrição hídrica até a reposição de salina iso ou hipertônica. Nos casos sintomáticos, entretanto, deve-se realizar a reposição salina, independente da causa, especialmente se a hiponatremia ocorreu de maneira muito rápida. É importante que a reposição não exceda 8 a 10 mEq/L em 24 horas, para evitar um aumento muito rápido dos níveis de sódio, que poderia causar uma desmielinização osmótica da ponte, condição potencialmente fatal conhecida como mielinólise pontina central.
A hiponatremia é um dos desequilíbrios hidroeletrólitos mais comuns, afetando cerca de 20% das pessoas admitidas nos hospitais e 10% dos atletas durante ou após um evento esportivo de resistência. Pacientes com hiponatremia adquirida em decorrência da internação hospitalar têm um risco aumentado de morte.

## Sintomas
Os sintomas típicos incluem náusea, vômito, cefaleia e mal-estar. Com a progressão da hiponatremia pode haver confusão, reflexos diminuídos, convulsões, estupor e coma.

## Causas
A hiponatremia possui diversas causas. Ela é melhor avaliada se for considerada em conjunto com a osmolaridade plasmática e estado do volume do líquido extracelular do paciente.
| Tipo                     | Osmolalidade sérica (mOsm/kg) | Descrição |
| ------------------------ | ----------------------------- | --- |
| Hiponatremia hipotônica  | < 280                         | Possui diversas causas. É ainda classificada, de acordo com o estado volêmico do paciente, em hipovolêmica, normovolêmica e hipervolêmica. |
| Hiponatremia isotônica   | entre 280 e 295               | Algumas condições que interferem em testes laboratoriais da concentração de sódio plasmático (como níveis extremamente altos de lipídios ou proteínas no sangue) podem levar a uma aferição errônea de sódio baixo. Isso é chamado de pseudohiponatremia. |
| Hiponatremia hipertônica | > 295                         | Pode ser associada com mudanças de fluido devido à pressão osmótica. |

## Tratamento
O tratamento da hiponatremia depende da causa subjacente. Em situações de hipervolemia (Insuficiência cardíaca e Cirrose), o esteio o tratamento está na restrição hídrica (habitualmente < 800ml/dia). Noutras situações, se a pessoa apresenta sintomas neurológicos leves como esquecimentos e alterações na marcha, a restrição hídrica e suplementação de sal oral (exceto nos casos de Insuficiência cardíaca) costuma ser suficiente. Sintomas neurológicos intermediários, como confusão e letargia, a administração intravenosa de solução salina a 3% pode ser efetiva. Em casos agudos e graves (convulsões) pode ser administrado um bolus de 100ml de solução salina a 3%.